# چلییه (کروشواتس)
چلییه (به صربی: Ćelije) یک روستا در صربستان است که در ناحیه راسینا واقع شده‌است. چلییه ۹٫۸۹ کیلومتر مربع مساحت و ۲۴۲ نفر جمعیت دارد و ۳۷۶ متر بالاتر از سطح دریا واقع شده‌است.